# Louis de Marsalle
Louis de Marsalle war ein Pseudonym des Künstlers Ernst Ludwig Kirchner, unter dem er kunstkritische Texte veröffentlichte. Die Schaffung einer Kunstfigur dieses Namens ermöglichte es ihm, über das eigene Werk zu schreiben und so Marketing in eigener Sache zu betreiben.

## Leben
Christian Weikop vermutet, dass Kirchners „grösst-durchtriebene List“, die Erfindung dieser Figur, ihm beim Schreiben der Chronik der KG Brücke (1913) gekommen sei.: S. 407 Eine erste Erwähnung de Marsalles findet sich in Kirchners Brief vom 21. Januar 1920 an Ernst Gosebruch: „Ich habe hier einen französischen Dichter kennen gelernt. Ich staune und freue mich, wie der ruhig, sachlich, anspruchlos, verständlich über Kunst denkt und schreibt. Er interessiert sich sehr für meine Arbeit und wird über meine Zeichnungen schreiben.“:S. 419 Dieser Aufsatz zu Kirchners Zeichnungen erschien im selben Jahr in der Kunstzeitschrift Genius. Ihm folgten während der 20er Jahre fünf weitere Veröffentlichungen in Zeitschriften und Ausstellungskatalogen. Kirchner gab an, de Marsalles Texte selbst ins Deutsche übersetzt zu haben. Im Laufe der Zeit kamen in den Kreisen um Kirchner aber immer mehr Zweifel an der tatsächlichen Existenz de Marsalles auf, weil ihn niemand kannte und er bei Ausstellungen nie anwesend war. Kirchner entschuldigte ihn mit Hinweisen wie, er sei gerade nach Nordafrika abgereist und käme erst in ein paar Monaten zurück. Um weiteren Fragen zuvorzukommen, liess Ernst Ludwig Kirchner de Marsalle Anfang 1933 sterben.

## Rezeption
Kirchners Mystifikation wurde nach seinem Tode fortgeschrieben: Thorsten Sadowsky, Direktor des Kirchner Museums Davos, veröffentlichte 2018 mit Louis de Marsalle, Visite à Davos eine fiktive Biografie des französischen Dichters, Kunstkritikers und Arztes, angeblich auf der Grundlage eines ihm zugespielten autobiografischen Manuskripts de Marsalles. Im Rahmen der Ausstellung Ernst Ludwig Kirchner – Erträumte Reisen (Bundeskunsthalle Bonn, 16. November 2018 – 17. Februar 2019) erzählte der fiktive Reisebericht Die unglaubliche Geschichte des Louis de Marsalle dessen Lebensgeschichte. 

## Schriften
- Zeichnungen von Ernst Ludwig Kirchner. In: Genius. Zeitschrift für werdende & alte Kunst. Erstes Buch. Kurt Wolff-Verlag 1920, S. 216–234
- Über Kirchners Graphik. In: Genius. Zeitschrift für werdende & alte Kunst. Zweites Buch. Kurt Wolff-Verlag 1921, S. 250–263
- Über die Schweizer Arbeiten von E. L. Kirchner (Katalogtext). Galerie Ludwig Schames, Frankfurt/Main 1922
- Über die plastischen Arbeiten E. L. Kirchners. In: Der Cicerone 17 (1925), Nr. 14, S. 695–701
- Einleitung. In: Kirchner (Katalog zur Ausstellung). Galerie Aktuaryus, Zürich 1927, S. 5–12
- Einleitung. In: Kirchner (Katalog zur Ausstellung). Kunsthalle Bern 1933, S. 14–16